# 2015 BQ518
2015 BQ518 est un transneptunien de magnitude absolue 5,94 faisant partie des cubewanos. Son diamètre est estimé à 307 km, ce qui pourrait le qualifier comme un candidat au statut de planète naine.